# Liang Meiyu
Pour les articles homonymes, voir Liang.
Liang Meiyu (en chinois : 梁美玉) est une joueuse de hockey sur gazon chinoise évoluant au poste d'attaquante.

## Biographie
Meiyu est née le 8 janvier 1994 à Jilin.

## Carrière
Elle a fait partie de l'équipe nationale pour concourir aux Jeux olympiques à 3 reprises (2012, 2016 et 2020).

## Palmarès
- : 2e aux Jeux asiatiques en 2014[2].
- : 2e à Coupe d'Asie en 2017.
- : 3e aux Jeux asiatiques en 2018.